# Búsqueda de empleo

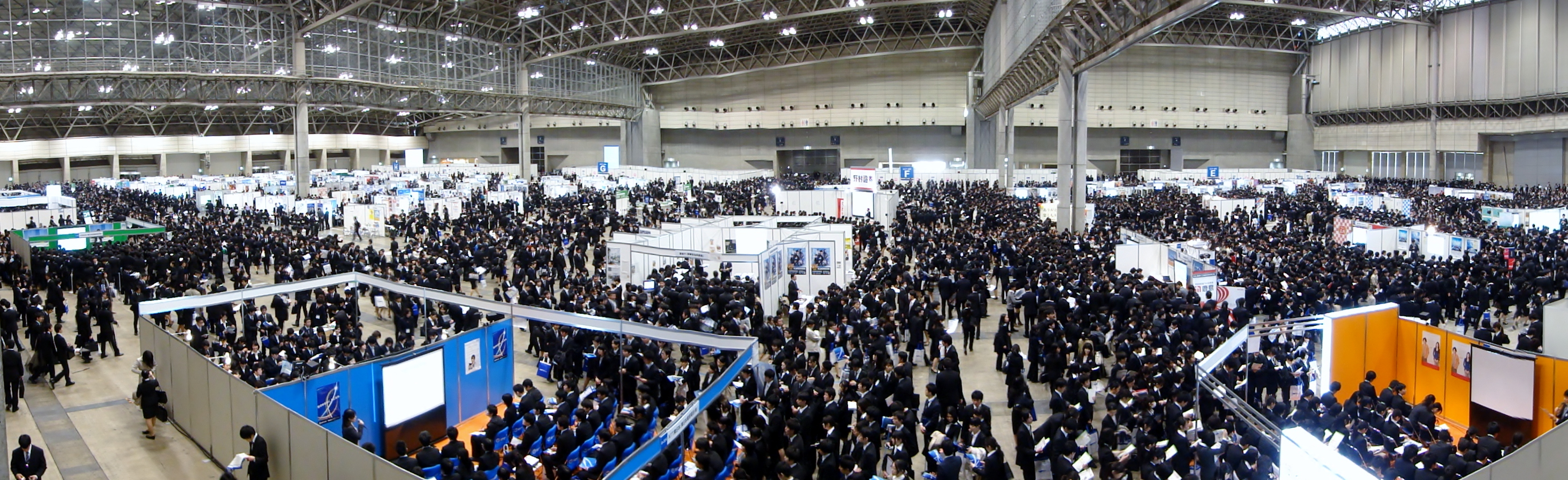
Feria del empleo para nuevos licenciados universitarios en Japón. Ver «admisión simultánea de nuevos graduados».

La búsqueda de empleo, buscar empleo, búsqueda de trabajo o buscar trabajo es el proceso que sigue una persona que intenta encontrar ocupación, ya sea porque se encuentra desempleada, porque tiene un subempleo o porque no está satisfecha con su puesto actual y cree que puede conseguir otro que le guste más. El objetivo inmediato de la búsqueda de empleo normalmente es obtener una entrevista de trabajo con un empresario, lo que puede llevar a ser contratado. Quien busca trabajo normalmente mira vacantes u oportunidades de empleo.

## Pasos
Centros de formación profesional y bibliotecas tienen recursos para las búsquedas de empleo. En estos recursos entran formatos múltiples como libros o bases de datos en línea, hay que tener en cuenta que teniendo las herramientas correctas puedes hacer todo el proceso de obtener empleo en línea mucho más sencillo.

### Localizando trabajos
Los métodos más comunes para encontrar trabajo son:
- Encontrando un trabajo a través de un amigo o una red empresarial extendida, red personal, o medios sociales
- Utilizando un sitio web de búsqueda de empleo
- Motores de búsqueda que muestran ofertas de empleo
- Mirando los anuncios clasificados en diarios
- Utilizando una empresa privada o pública de búsqueda de empleo
- Mirando en el sitio de web de una compañía para ver sus ofertas de empleo, típicamente puedes solicitar la oferta desde la misma web
- Yendo a una feria de empleo
- Uso de orientación profesional, como servicios de recolocación que brindan capacitación para redactar un currículum vítae, solicitar trabajo y cómo tener éxito en la entrevista.
- Visitando una organización para descubrir si están buscando personal o lo harán en un futuro próximo.

En 2010, menos del 10 % de trabajos de EE.UU. están publicitados a través de anuncios en línea. En España, menos del 9 %. Es lo que se llama "oferta de empleo oculta", un fenómeno que se da a la vez que el desempleo oculto.

### Investigando a las empresas
Muchos candidatos investigan a los empresarios y empresas en las cuales están optando por un puesto de trabajo y algunos empresarios ven de esto una evidencia positiva de entusiasmo por el puesto o por la compañía, o como una señal de minuciosidad. La información recopilada puede ser nombre completo, ubicaciones, sitio web, descripción del negocio, año de comienzo, ingresos, número de empleados, precio de las acciones si es público, nombre del director ejecutivo, principales productos o servicios, principales competidores y fortalezas y debilidades
Encontrar un trabajo en el país que prefiera es el primer paso para obtener una visa para trabajar allí. Luego, podrás solicitar el patrocinio que necesitas.

### Networking
Contactar con tantas personas como sea posible es una manera altamente eficaz para encontrar un trabajo. Está estimado que un 50 % o más de todos los trabajos son encontrados a través de networking.
Según una encuesta de la empresa Jobvite realizada a 800 empresarios en los EE.UU. a mediados de 2011, consultores y personal de recursos humanos están utilizando cada vez más servicios en línea para reunir información de los solicitantes de empleo.
Del mismo modo, los solicitantes de empleo están empezando a utilizar las redes sociales para publicitar sus habilidades y publicar currículos. En la actualidad, los solicitantes de empleo pueden usar recursos tales como Google + 's Circles, Facebook's BranchOut, LinkedIn's InMaps y Twitter's Lists para hacer que las empresas los vean de una manera única. En 2014, el uso de estas redes sociales ha llevado a 1 de 6 personas que buscan trabajo a encontrar empleo.
Los solicitantes de empleo deben comenzar a prestar más atención a lo que los empleadores y los reclutadores encuentran cuando hacen una recopilación de información previa a la entrevista sobre los solicitantes, de acuerdo con este estudio de 2010 de Microsoft, «Reputación en línea en un mundo conectado».

### Primer contacto
También se puede ir a entregar Currículum Vitae a los posibles empleadores, con la esperanza de que estén reclutando personal o que pronto lo hagan. Los currículos también se pueden enviar a sitios de empleo en línea que ayudan en la búsqueda de empleo. Otro método recomendado de búsqueda de empleo es la «llamada en frío» y desde la década de 1990, enviar correos electrónicos a las empresas en las que uno desea trabajar y preguntar si hay alguna vacante de empleo.
Después de encontrar una oferta de empleo de nuestro gusto, contactariamos con el empleador respondiendo al anuncio. Esto puede significar solicitarlo a través de un sitio web, enviar un correo electrónico o enviar por correo una copia impresa de un curriculum vitae a un posible empleador. En general, se recomienda que los currículos sean breves, organizados, concisos y orientados al puesto que se busca. Con ciertas ocupaciones, como el diseño gráfico o la escritura, los portafolios del trabajo anterior de un solicitante de empleo son esenciales y se evalúan tanto, si no más, que el currículum de la persona. En la mayoría de las otras ocupaciones, el currículum debe centrarse en los logros pasados, expresados en términos de la manera más concreta posible (por ejemplo, número de personas administradas, cantidad de ventas incrementadas o satisfacción del cliente mejorada).
Desde el año 2000, Internet se ha convertido en un método cada vez más popular para las solicitudes de empleo, con muchas empresas que ofrecen a los solicitantes de empleo la opción de postularse a través del sitio web de su compañía, mientras que algunas compañías ahora no tienen otra forma de reclutamiento.

### Como llenar una solicitud de empleo
Muchas empresas siguen aceptando la presentación de solicitudes de empleo en persona o por correo. En algunas empresas puedes pedir un formulario de solicitud de empleo para luego llenarla y presentarla presencialmente al gerente de contratación o relaciones públicas. 
Otra opción es descargar una plantilla de solicitud de empleo de internet, llenarla y enviarla por correo a la dirección de la empresa. A la hora de llenar una solicitud de empleo y aumentar tus posibilidades de ser contratado tienes que:
1. Leer cuidadosamente la descripción del trabajo: asegúrate de entender los requisitos y responsabilidades del puesto al que estás aplicando.
2. Asegúrate de que la información en tu solicitud sea precisa: verifica que toda la información que proporcionas en la solicitud sea correcta, incluyendo tu nombre, dirección, experiencia laboral, habilidades y referencias.
3. Personaliza tu solicitud: adapta tu solicitud a la empresa y al trabajo para el que estás aplicando.
4. Destaca tus logros: enfatiza tus logros en trabajos anteriores, en lugar de simplemente enumerar tus responsabilidades.
5. Sé claro y conciso: utiliza un lenguaje claro y fácil de entender.
6. Revisa y corrige tu solicitud: asegúrate de que tu solicitud esté bien escrita y sin errores de ortografía o gramática.
7. Muestra entusiasmo: haz que tu solicitud sea entusiasta y demuestra que estás emocionado por la oportunidad de trabajar en la empresa.[9]

Aunque esta forma de solicitar empleo todavía es válida, hoy en día muchas empresas aceptan solicitudes a través de sus sitios web o correos electrónicos específicos para enviar los currículums. Cada empresa puede tener su propio proceso de contratación, por lo que es importante seguir las instrucciones de la empresa y asegurarte de proporcionar toda la información requerida en la solicitud.

### Entrevista
Una vez un empresario ha recibido los curriculum vitae, hará una lista de empleados potenciales para ser entrevistados. Durante el proceso de entrevista, los entrevistadores generalmente buscan personas que piensen que pueden encajar mejor en el puesto y entorno de trabajo. La entrevista puede ocurrir en varias rondas hasta que el entrevistador este satisfecho y ofrezca el trabajo al solicitante.

## Búsqueda de empleo reflejada en la economía
Los economistas usan el término «desempleo friccional» para referirse al desempleo resultante 
del tiempo y esfuerzo que se debe gastar antes de encontrar un trabajo apropiado. Este tipo de desempleo siempre está presente en la economía. La teoría de la búsqueda es la teoría económica que estudia la decisión óptima de cuánto tiempo y esfuerzo dedicar a la búsqueda, y qué ofertas aceptar o rechazar (en el contexto de una búsqueda de trabajo, o también en otros contextos, como buscar un precio bajo). Las personas en el trabajo que utilizan su tiempo libre para buscar trabajo se han convertido recientemente en una norma debido a que los nuevos trabajos son principalmente temporales y/o tiempo parcial (generalmente con horas no establecidas) o las profesiones se vuelven independientes, con personas contratadas para proyectos individuales que un trabajo de por vida.
Una revisión sistemática resume los hallazgos de 47 estudios, la mayoría en Europa y tres en Estados Unidos y Canadá, sobre el impacto que tiene el cese de los beneficios por desempleo en la tasa de búsqueda de empleo de los beneficiarios. Eliminar los beneficios resulta en un aumento de alrededor del 80 % en la tasa de salida del desempleo, efecto que se empieza a registrar aproximadamente dos meses antes de que cesen los beneficios. Por otro lado, no existe evidencia suficiente acerca del impacto sobre la tasa de gente que abandona su nuevo trabajo para volver a recibir beneficios.